# Báscones de Ojeda
Báscones de Ojeda é um município da Espanha na província de Palência, comunidade autónoma de Castela e Leão, de área 18,56 km² com população de 184 habitantes (2007) e densidade populacional de 9,91 hab./km².

## Demografia
| Variação demográfica do município entre 1991 e 2004 | Variação demográfica do município entre 1991 e 2004 | Variação demográfica do município entre 1991 e 2004 | Variação demográfica do município entre 1991 e 2004 |
| --------------------------------------------------- | --------------------------------------------------- | --------------------------------------------------- | --------------------------------------------------- |
| 1991                                                | 1996                                                | 2001                                                | 2004                                                |
| 223                                                 | 225                                                 | 197                                                 | 195                                                 |